# Пісняр мексиканський
Пісняр мексиканський (Oreothlypis superciliosa) — вид горобцеподібних птахів родини піснярових (Parulidae). Поширений у Центральній Америці.

## Поширення
Ареал виду простягається від Мексики через Гватемалу, Сальвадор, Гондурас до Нікарагуа. Переважними місцями проживання є сосново-дубові ліси та хмарні ліси на висотах від 1100 до 3500 м.

## Підвиди
Виділяють п'ять підвидів:
- Oreothlypis s. superciliosa (Hartlaub, 1844) — зустрічається у високогір'ях південно-східного Чіапаса (південь Мексики), Гватемали, Сальвадору та західного Гондурасу.
- Oreothlypis s. mexicana Bonaparte, 1850 — в гірському масиві Сьєрра-Мадре Орієнтал у східній Мексиці; від Нуево-Леона до центру Веракруса. Інші райони поширення знаходяться в Мічоакані та Халіско на заході Мексики.
- Oreothlypis s. parva (W. Miller & Griscom, 1925) — поширений у високогір'ях центрального та східного Гондурасу та Нікарагуа.
- Oreothlypis s. palliata (van Rossem, 1939) — ареал простягається від південного Халіско через Мічоакан до Герреро в Мексиці.
- Oreothlypis s. sodalis (R. T. Moore, 1941) — зустрічається в гірському масиві Західна Сьєрра-Мадре на північному заході Мексики та від півдня Чіуауа до північного Халіско.